# Gare de San Clemente
La  gare de San Clemente (ou San Clemente Pier) est une gare ferroviaire des États-Unis située à San Clemente en Californie ; elle est desservie par Amtrak. C'est une gare sans personnel.

## Service des voyageurs

### Desserte
- Ligne d'Amtrak[1] :
  - Le Pacific Surfliner: San Diego - San Luis Obispo
- Metrolink
  - Inland Empire–Orange County Line: San Bernardino - Oceanside
  - Orange County Line: Los Angeles - Oceanside